# シュテークリヒエステル化
シュテークリヒエステル化（シュテークリヒエステルか、英: Steglich esterification）は、縮合試薬としてN,N'-ジシクロヘキシルカルボジイミド（DCC)、触媒としてN,N-ジメチル-4-アミノピリジン（DMAP）を用いるエステル化の種類である。本反応は1978年にヴォルフガング・シュテークリヒによって初めて記述された。DCCおよび1-ヒドロキシベンゾトリアゾール（HOBt）を用いたアミドの形成のためのより古い手法のエステル版である。
この反応は一般的に室温で行なわれる。適した溶媒はジクロロメタンである。本反応は穏和なため、敏感な2,4-ジヒドロキシ安息香酸のエステルのようなその他の手法では到達しにくいエステルを得ることができる。特徴は反応中で生成する水がDCCによって形式的に取り込まれることであり、尿素誘導体のジシクロヘキシル尿素（DCU）が形成される。

## 反応機構
反応機構は以下の通りである。
アミンを用いると、アミンはより求核的であるため、反応は問題なく進行して対応するアミドを与える。エステル化が遅い場合は、副反応が起こって収率が低下したり生成物の精製が複雑化したりする。この副反応は'O-アシル中間体の1,3-転位によるN-アシル尿素の生成であり、アシル尿素はさらにアルコールと反応することができない。DMAPはこの副反応を抑制し、以下のようにアシル転移試薬として働く。